# Stadskanaal
Stadskanaal (en groninguès, Knoal) és un municipi de la província de Groningen, al nord dels Països Baixos. L'1 de gener del 2009 tenia 33.472 habitants repartits sobre una superfície de 119,96 km² (dels quals 2,11 km² corresponen a aigua).

## Centres de població
Alteveer, Barlage, Blekslage, Braamberg, Ceresdorp, Höchte, Holte, Horsten, Kopstukken, Mussel, Musselkanaal, Onstwedde, Oomsberg, Smeerling, Stadskanaal, Sterenborg, Ter Maarsch, Ter Wupping, Veenhuizen, Vledderhuizen, Vledderveen, Vosseberg i Wessinghuizen.

## Fills il·lustres
- Cornelis Dopper (1870-1939) compositor musical.

## Resultat eleccions municipals de 2006
| Partit           | %    | Regidors |
| PvdA             | 40,5 | 10       |
| CDA              | 22,0 | 5        |
| ChristenUnie     | 14,7 | 4        |
| VVD              | 9,6  | 2        |
| Gemeentebelangen | 8,3  | 2        |
| GroenLinks       | 3,4  | -        |
| D66              | 1,5  | -        |
| Total            | 59,1 | 23       |